# ماریکو شینودا
ماریکو شینودا (انگلیسی: Mariko Shinoda؛ زادهٔ ۱۱ مارس ۱۹۸۶) بازیگر، مدل و خواننده ژاپنی و عضو پیشین گروه موسیقی ای‌کی‌بی ۴۸ است. وی از سال ۲۰۰۶ میلادی تاکنون مشغول فعالیت بوده‌است.